# 本妙寺入口停留場
本妙寺入口停留場（日语：／ Honmyoji iriguchi teiryūjō */?），又稱本妙寺入口電車站，是位於熊本縣熊本市西區花園一丁目和上熊本二丁目，熊本市交通局（熊本市電）上熊本線的電車站。車站編號為B3。B系統停靠此站。本妙寺（淨池廟、寶物館）距離此電車站以西約1.1公里。

## 歷史
- 1935年（昭和10年）3月24日 - 本妙寺前站啟用。
- 2011年（平成23年）3月1日 - 改名為本妙寺入口停留場。

## 電車站構造
此電車站設有2面2線的相對式低地台月台。月台與路邊行人路之間設有行人過路處。

### 運行系統
此電車站是上熊本線電車站之一。■B系統會駛入此站。
| 月台 | 路線               | 上下行 | 方向                                   | 備註                                 |
| ---- | ------------------ | ------ | -------------------------------------- | ------------------------------------ |
| 西邊 | ■B系統（上熊本線） | 上行   | 上熊本方向                             |                                      |
| 東邊 | ■B系統（上熊本線） | 下行   | 辛島町、通町筋、水前寺公園、健軍町方向 | 熊本站前方向於辛島町電車站轉乘■A系統 |

## 使用狀況
| 1日上下車人次變化 | 1日上下車人次變化 |
| 年度              | 1日平均人次       |
| ----------------- | ----------------- |
| 2011年            | 366               |
| 2012年            | 342               |
| 2013年            | 411               |
| 2014年            | 445               |
| 2015年            | 609               |

## 電車站周邊

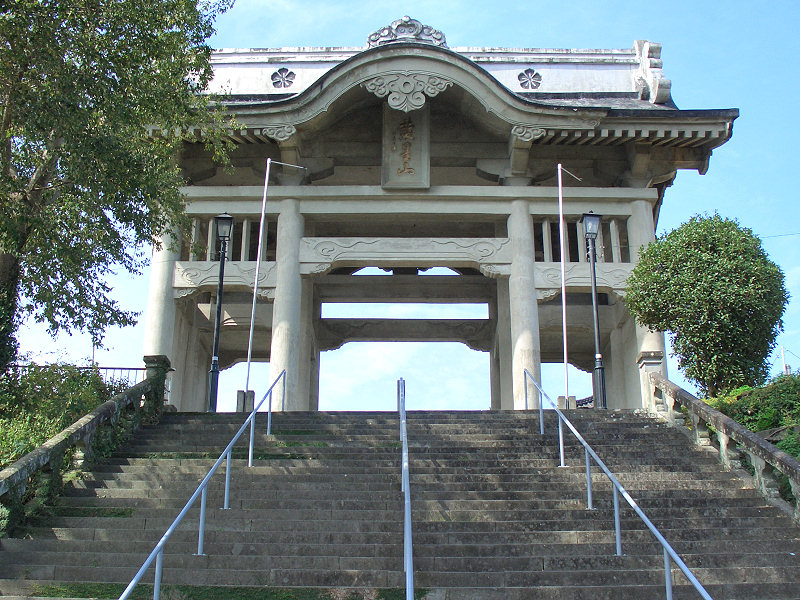
本妙寺 山門

- 本妙寺（日语：本妙寺 (熊本市)）
- 本妙寺郵局
- 耶穌之聖心醫院
- 肥後銀行上熊本分店
- 熊本信用金庫（日语：熊本信用金庫）上熊本分店
- 白屋Polygon（日语：シロヤパリガン）總部
- Ace上熊本店 （超級市場）
- 松本清上熊本站通店
- HokkaHokka亭（日语：ほっかほっか亭）上熊本店
- 熊本縣道1號熊本玉名線（日语：熊本県道1号熊本玉名線）
- 熊本縣道330號熊本山鹿自輸車道線（日语：熊本県道330号熊本山鹿自転車道線）

## 巴士路線
- 「本妙寺電停前」巴士站

- 電車通一方的站位

熊本都市巴士 - 第一環狀線（站1、站2系統）、上熊本車廠〔經段山〕線（島3系統）
產交巴士 - 太郎迫〔經西里站前〕線（新3系統）、萬樂寺〔經荒神入口、北區公所方衛〕線（新4系統）、芳野〔金峰山、河內溫泉方向〕線（新6系統）
- 電停東邊（縣道1號）站位

熊本都市巴士 - 花園柿原線（壺1系統）

## 相鄰電車站
熊本市交通局
■B系統（上熊本線）
縣立體育館前（B2）－本妙寺入口（B3）－杉塘（B4）

## 注腳
1. ↑  国土数値情報(駅別乗降客数データ)  （页面存档备份，存于）（日語） - 國土交通省，2018年3月27日參閲

## 外部連結
- 熊本市交通局 （页面存档备份，存于）（日語）